# Попович, Любомир
Любомир Попович, также Люба Попович (серб. Љубомир Поповић; 14 октября 1934, Тузла, Югославия — 12 августа 2016, Белград, Сербия) — французский художник-сюрреалист, выходец из Сербии.

## Биография
Окончил Академию изобразительных искусств в Белграде. Вместе с Величковичем и Дадо входил в первой половине 1950-х в авангардную группу Mediala. В 1963 году переехал во Францию, но время от времени посещал Сербию. О визионерском творчестве Поповича, в котором сильны эротические мотивы, снят короткометражный фильм Валериана Боровчика «Любовь, это вечное чудовище». С 1991 — член Сербской академии наук и искусств.

## Основные живописные произведения
- Les pèlerins d'Emmaüs (1960-1962)
- L'apparition (1967-1968)
- La Tentation de Saint Antoine (1972)
- Le Jugement de l'âme (1984)
- Le Théâtre de la cruauté (1990)
- L'Innocence dévorée (2001)